# Кастракане дельи Антельминелли, Каструччо
Каструччо Кастракане дельи Антельминелли (итал. Castruccio Castracane degli Antelminelli; 21 сентября 1779, Урбино, Папская область — 22 февраля 1852, Рим, Папская область) — итальянский куриальный кардинал. Секретарь Священной Конгрегации по чрезвычайным церковным делам с 18 декабря 1825 по 15 декабря 1828. Секретарь Священной Конгрегации Пропаганды Веры с 15 декабря 1828 по 15 апреля 1833. Префект Священной Конгрегации индульгенций и священных реликвий с 11 декабря 1834 по 13 ноября 1839. Про-секретарь меморандумов с 7 октября 1837 по 12 ноября 1839. Великий пенитенциарий с 13 ноября 1839 по 22 февраля 1852. Камерленго Священной Коллегии кардиналов с 19 января 1846 по 1847. Кардинал-священник с 15 апреля 1833, с титулом церкви Сан-Пьетро-ин-Винколи с 29 июля 1833 по 22 января 1844. Кардинал-епископ Палестрины с 22 января 1844.